# Famana Quizera
Famana Quizera (Bissau, 25 aprile 2002) è un calciatore guineense con cittadinanza portoghese, centrocampista dell'Académico de Viseu e della nazionale guineense.

## Carriera

### Club
Quizera è cresciuto nel settore giovanile del Benfica, dove ha giocato dal 2014 al 2018, quando è stato acquistato dal Borussia M'gladbach. Nel 2020 ha firmato il suo primo contratto professionistico ed è stato aggregato alla squadra riserve, con cui ha debuttato l'8 marzo nell'incontro di Regionalliga perso 3-2 contro il F. Düsseldorf II.
Il 31 agosto 2021 è stato prestato all'Académico de Viseu, con cui ha giocato il suo primo incontro fra i professionisti il 13 settembre contro il Farense in Segunda Liga. Una settimana dopo ha segnato il suo primo gol nel successo per 4-1 contro il Leixões. Al termine della stagione è stato acquistato a titolo definitivo dal club portoghese.

### Nazionale
Già membro di varie selezioni giovanili portoghesi, nel 2023 ha scelto di optare per la nazionale guineense rispondendo alla convocazione di Baciro Candé. Ha debuttato l'11 settembre nell'incontro di qualificazione per la Coppa d'Africa 2023 vinto 2-1 contro la Sierra Leone. In questo stesso anno partecipa poi alla Coppa d'Africa.

## Statistiche

### Presenze e reti nei club
Statistiche aggiornate al 26 dicembre 2023.
| Stagione        | Squadra                | Campionato      | Campionato | Campionato | Coppe nazionali | Coppe nazionali | Coppe nazionali | Coppe continentali | Coppe continentali | Coppe continentali | Altre coppe | Altre coppe | Altre coppe | Totale | Totale | Totale |
| Stagione        | Squadra                | Comp            | Pres       | Reti       | Comp            | Pres            | Reti            | Comp               | Pres               | Reti               | Comp        | Pres        | Reti        | Pres   | Reti   |        |
| --------------- | ---------------------- | --------------- | ---------- | ---------- | --------------- | --------------- | --------------- | ------------------ | ------------------ | ------------------ | ----------- | ----------- | ----------- | ------ | ------ | ------ |
| 2019-2020       | Borussia M'gladbach II | RL              | 1          | 0          |                 | -               | -               |                    | -                  | -                  |             | -           | -           | 1      | 0      |        |
| 2020-2021       | Borussia M'gladbach II | RL              | 25         | 4          |                 | -               | -               |                    | -                  | -                  |             | -           | -           | 25     | 4      |        |
| ago. 2021       | Borussia M'gladbach II | RL              | 4          | 0          |                 | -               | -               |                    | -                  | -                  |             | -           | -           | 4      | 0      |        |
| 2021-2022       | Académico de Viseu     | LdH             | 24         | 5          | CP+CdL          | 1+0             | 1+0             |                    | -                  | -                  |             | -           | -           | 25     | 6      |        |
| 2022-2023       | Académico de Viseu     | LdH             | 32         | 5          | CP+CdL          | 4+4             | 2+2             |                    | -                  | -                  |             | -           | -           | 40     | 9      |        |
| 2023-2024       | Académico de Viseu     | LdH             | 14         | 3          | CP+CdL          | 1+1             | 1+0             |                    | -                  | -                  |             | -           | -           | 16     | 4      |        |
| Totale carriera | Totale carriera        | Totale carriera | 100        | 17         |                 | 11              | 6               |                    | -                  | -                  |             | -           | -           | 111    | 23     |        |

### Cronologia presenze e reti in nazionale
| Cronologia completa delle presenze e delle reti in nazionale ― Guinea-Bissau | Cronologia completa delle presenze e delle reti in nazionale ― Guinea-Bissau | Cronologia completa delle presenze e delle reti in nazionale ― Guinea-Bissau | Cronologia completa delle presenze e delle reti in nazionale ― Guinea-Bissau | Cronologia completa delle presenze e delle reti in nazionale ― Guinea-Bissau | Cronologia completa delle presenze e delle reti in nazionale ― Guinea-Bissau | Cronologia completa delle presenze e delle reti in nazionale ― Guinea-Bissau | Cronologia completa delle presenze e delle reti in nazionale ― Guinea-Bissau |
| Data                                                                         | Città                                                                        | In casa                                                                      | Risultato                                                                    | Ospiti                                                                       | Competizione                                                                 | Reti                                                                         | Note                                                                         |
| ---------------------------------------------------------------------------- | ---------------------------------------------------------------------------- | ---------------------------------------------------------------------------- | ---------------------------------------------------------------------------- | ---------------------------------------------------------------------------- | ---------------------------------------------------------------------------- | ---------------------------------------------------------------------------- | ---------------------------------------------------------------------------- |
| 11-9-2023                                                                    | Bissau                                                                       | Guinea-Bissau                                                                | 2 – 1                                                                        | Sierra Leone                                                                 | Qual. Coppa d'Africa 2023                                                    | -                                                                            | 75’                                                                          |
| 17-11-2023                                                                   | Marrakech                                                                    | Burkina Faso                                                                 | 1 – 1                                                                        | Guinea-Bissau                                                                | Qual. Mondiali 2026                                                          | -                                                                            | 83’                                                                          |
| 20-11-2023                                                                   | Il Cairo                                                                     | Gibuti                                                                       | 0 – 1                                                                        | Guinea-Bissau                                                                | Qual. Mondiali 2026                                                          | -                                                                            | 46’                                                                          |
| 22-1-2024                                                                    | Abidjan                                                                      | Guinea-Bissau                                                                | 0 – 1                                                                        | Nigeria                                                                      | Coppa d'Africa 2023 - 1º turno                                               | -                                                                            | 68’                                                                          |
| 22-3-2024                                                                    | Tétouan                                                                      | Sudan                                                                        | 1 – 0                                                                        | Guinea-Bissau                                                                | Amichevole                                                                   | -                                                                            | 68’                                                                          |
| 25-3-2024                                                                    | Tétouan                                                                      | Sudan                                                                        | 1 – 2                                                                        | Guinea-Bissau                                                                | Amichevole                                                                   | 1                                                                            | 71’                                                                          |
| 6-6-2024                                                                     | Bissau                                                                       | Guinea-Bissau                                                                | 0 – 0                                                                        | Etiopia                                                                      | Qual. Mondiali 2026                                                          | -                                                                            | 61’                                                                          |
| 10-6-2024                                                                    | Bissau                                                                       | Guinea-Bissau                                                                | 1 – 1                                                                        | Egitto                                                                       | Qual. Mondiali 2026                                                          | -                                                                            | 66’                                                                          |
| Totale                                                                       |                                                                              | Presenze                                                                     | 8                                                                            |                                                                              | Reti                                                                         | 1                                                                            |                                                                              |